# ANZUS

Členské státy paktu ANZUS

ANZUS je mezinárodní vojenská organizace Austrálie, Nového Zélandu a Spojených států amerických. V případě, že na jeden stát bude učiněn útok, zbylé státy mu pomohou při obraně. Název je akronym z  prvních písmen členských států (Australia, New Zealand, United States). Vznikl podpisem tichomořské bezpečnostní smlouvy 1. září 1951, která vstoupila v platnost 29. dubna 1952, a stal se jádrem pacificko-asijského systému vojenských paktů. Anzus má sídlo ve městě Canberra.